# Рдест Юзепчука
Рдест Юзепчука́ (лат. Potamogēton juzepczūkii) — вид однодольных растений рода Рдест (Potamogeton) семейства Рдестовые (Potamogetonaceae). Впервые описан ботаниками Павлом Ивановичем Дорофеевым и Николаем Николаевичем Цвелёвым в 1983 году.

## Распространение, описание
Эндемик России, распространённый от восточной Сибири до Дальнего Востока.
Гидрохамефит. Побеги лежачие, листья размещены по длине стебля. Соцветие — колос с мелкими четырёхлепестковыми цветками. Плод — орешек бурого цвета.